# Т-Сентрален (станция метро, Синяя линия)
«Т-Сентрален» (швед. T-Centralen) — станция Стокгольмского метрополитена. Расположена на Синей линии между станциями «Родхюсет» и «Кунгстредгорден», обслуживается маршрутами T10 и Т11.

## История

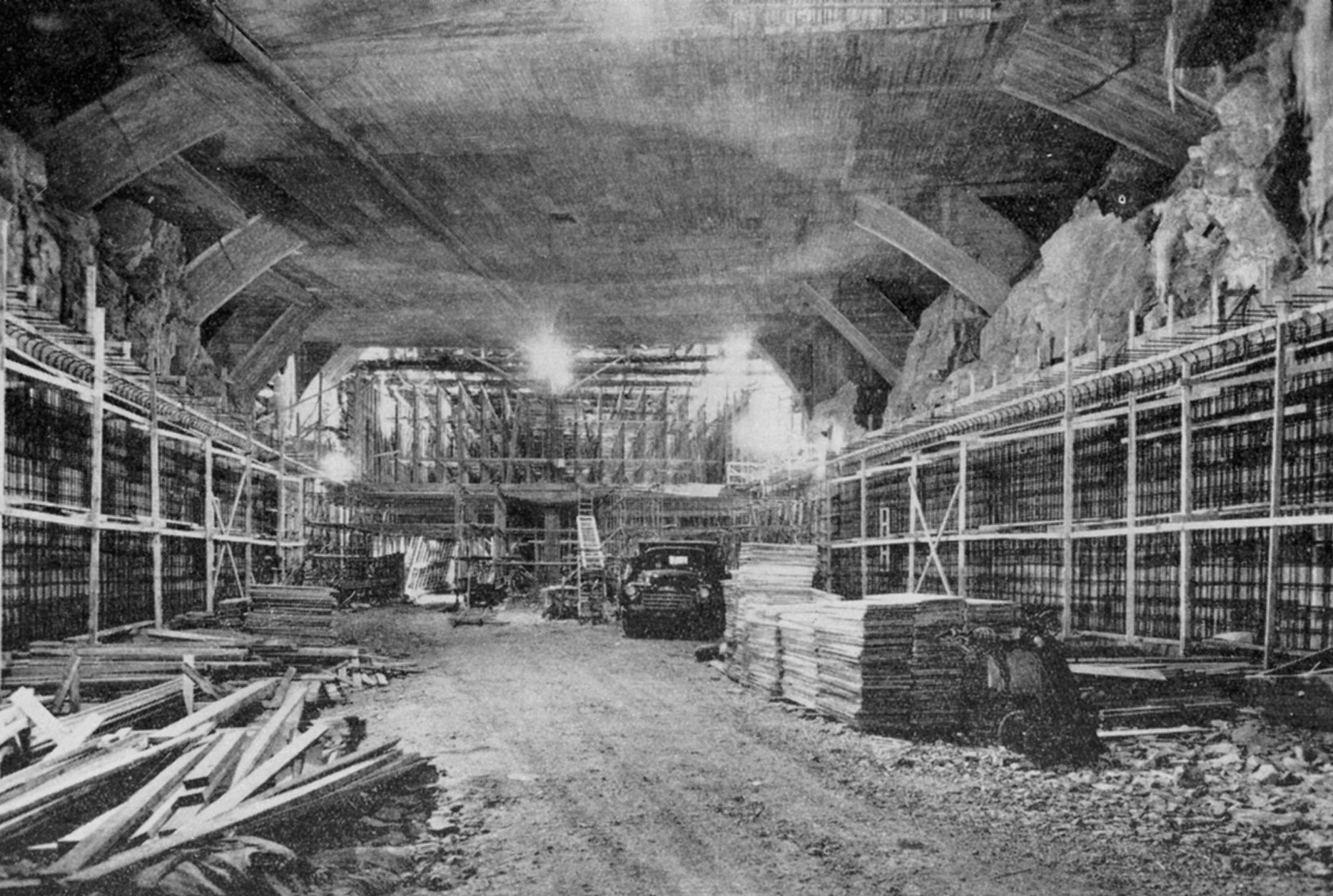
Строительство станции в 1956 году

Находится в округе Норрмальм в центре города. Является пересадочной на одноимённые станции Красной и Зелёной линий (образующие между собой кросс-платформенную пересадку). Через пешеходный переход соединена с центральным железнодорожным вокзалом и автовокзалом Стокгольма.
В названии Centralen переводится как «центр», буква T — сокращение от tunnelbana («метро»). Названа по Центральному вокзалу города.
Введена в эксплуатацию 31 августа 1975 года.
Станция вырублена в скале, своды имеют неправильную форму и не обделаны, лишь покрыты защитным слоем набрызг-бетона. Арки и нижние части пилонов выкрашены в голубой цвет, своды расписаны голубыми стилизованными изображениями веток с листьями.
Со станции два выхода: один, на площадь Сергельсторг, совмещён с переходом на Красную и Зелёную линии метро, другой на улицу Васагатан. Переход оформлен аналогично самой станции, причём голубая окраска ослабевает по мере удаления от станции.
С 2017 года действует переход на станцию Stockholm City туннеля Citybanan пригородной железной дороги Стокгольма.

## Галерея
| - Входной павильон - План станции - Поезд на платформе Синий линии - Эскалаторы и траволаторы - Лифты на платформу Синей линии - Эскалаторы на Синей линии - Эскалаторы на Синей линии - Граффити на стенах станционного зала Синей линии - Потолок станционного зала Синей линии - Траволаторный тоннель - Переход от станции Т-Сентрален к Стокгольм-Сити |